# Баттимер, Анна
Анна Баттимер (англ. Anne Buttimer; 31 октября 1938, Корк — 15 июля 2017, Дублин) — ирландский географ, специалист по социальной географии, истории и философии географической науки. Лауреат премии Вотрена Люда.

## Биография
Анна Баттимер выросла в Ирландии в семье с сильными католическими убеждениями. Она училась в Университетском колледже в Корке (бакалавр географии, латыни и математики, 1957) и в Национальном университете Ирландии (магистр географии, 1959). После этого она присоединилась к Доминиканскому Ордену и переехала в Сиэтл. Она оставалась в Ордене 17 лет.
Её докторская степень в области географии была защищена в Вашингтонском университете в 1965 году и касалась концептуальных и методологических основ социальной географии. После докторантуры в Университете Лувена с 1966 по 1968 год работала доцентом в Университете Сиэтла. Провела два года в Университете Глазго, работая в социальной географии жилья и городской среды, в 1970—1981 годах в Университете Кларка, где она прочно зарекомендовала себя как социальный географ и социолог. В 1982 году она работала в Лунде в качестве научного сотрудника Шведского совета по гуманитарным и социальным наукам, затем недолго преподавала в Оттавском университете (1989—1991), а затем перешла в Университетский колледж Дублина в 1991—2003 годах. Ученый-полиглот, она также занимала многочисленные краткосрочные должности в Европе. Она была президентом Международного географического союза в 2000—2004 годах и первым географом, ставшим вице-президентом Академии Европы в 2012 году.

## Исследования
В начале карьеры Баттимер количественная революция заняла социологов, и она исследовала это направление в Вашингтоне, прежде чем выйти за его пределы к философским темам на стыке биофизических и гуманитарных наук. Это сформировало её исследовательские направления в духовной сфере, социальной географии и, в частности, в гуманистической документации повседневных событий. Эти области служили моделью для методов, которыми географы могут преодолеть разрыв между теорией и практикой.
Её научный вклад был отдан истории и философии науки, городской и социальной географии, миграции и идентичности, экологическому опыту, природе и культуре, окружающей среде и устойчивому развитию, а также человеческим аспектам глобальных изменений.
Она возглавляла финансируемую ЕС исследовательскую сеть по устойчивому развитию, которая оказала значительное влияние на политические дебаты в ЕС; её работа дала важную информацию о том, как можно улучшить связь между учеными и специалистами по планированию.
Она является автором многих книг и статей об обществе и космосе, городском планировании, истории идей и экологической политике. Она, пожалуй, наиболее известна своей работой The practice of geography (1983) рус. Путь в географию (1990) и синтезом французских, шведских и англоязычных академических традиций в изучении человечества и окружающей среды.
В 2014 году ей была присуждена Международная географическая премия Вотрена Люда, которая неофициально считается «Нобелевской премией по географии».

## Публикации
- Buttimer, A. and T. Mels. 2006. By Northern Lights. On the making of geography in Sweden. London: Ashgate Press.
- Buttimer A. (ed.) 2001. Sustainable Landscapes and Lifeways: Issues of Scale and Appropriateness. Cork University Press.
- Buttimer, A., S. Brunn and U. Wardenga. 2000. Text and image: Social construction of regional knowledges. Leipzig: Inst.für Länderkunde.
- Buttimer, A. and Wallin, L. 1999. Nature and Identity in Cross-Cultural Perspective. Dordrecht: Kluwer.
- Buttimer, A. 1994. Geography and the Human Spirit. The Johns Hopkins University Press.
- Buttimer, A. 1991. Land-Life-Lumber-Leisure. Ottawa, Ont.: Royal Society of Canada.
- Buttimer, A. 1990. Geography, humanism and global concern. Annals of the Association of American Geographers 80: 1-33.
- Buttimer, A.. 1988. The wake of Erasmus. Saints, scholars and studia in Mediaeval Norden. Lund: Lund University Press.
- Buttimer, A. and T. Hägerstrand. 1988. Geographers of Norden. Reflections on career experiences. Lund University Press.
- Buttimer, A. 1983. Creativity and context. Lund Studies in Human Geography, Ser. B, No. 50.
- Buttimer, A. 1983. The practice of geography. London: Longman. (Russian. 1990)[6]
- Buttimer, A. and D. Seamon. 1980. The human experience of place and space. London: Croom Helm Publishers.
- Buttimer, A. 1976. Grasping the dynamism of lifeworld' Annals of the Association of American Geographers 66: 277—292.
- Buttimer, A. 1974. Values in Geography. Washington, D.C., Commission on College Geography.
- Buttimer, A. 1971. Society and Milieu in the French Geographic Tradition. Chicago: Rand McNally. (Spanish, 1971)